# Schwarzeckalm
Die Schwarzeckalm (auch: Antritter Alm) ist eine Alm im Ortsteil Niederaudorf der Gemeinde Oberaudorf.
Zwei Almhütten der Schwarzeckalm stehen unter Denkmalschutz und sind unter der Nummer D-1-87-157-112 in die Bayerische Denkmalliste eingetragen.

## Baubeschreibung
Bei den Almhütten auf der Schwarzeckalm handelt es sich um Blockbauten auf einem Steinfundament mit Flachsatteldach und Hochlaube. Die Firstpfetten sind mit den Jahren 1791 und 1797 bezeichnet.

## Heutige Nutzung
Die Schwarzeckalm ist bestoßen, jedoch nicht bewirtet.

## Lage
Die Schwarzeckalm befindet sich im Mangfallgebirge westlich des Höhlensteins auf einer Höhe von 940 m ü. NN.